# Bahnstrecke Chiasso–Mailand
| Die Strecke bei Camnago |                           |                                               |                                               |
| |                           |                                               |                                               |
| Streckennummer (BAV): | 600 (Chiasso–Grenze CH-I) |                                               |                                               |
| Streckennummer (RFI): | 25                        |                                               |                                               |
| Fahrplanfeld: | 600                       |                                               |                                               |
| Kursbuchstrecke (IT): | 27                        |                                               |                                               |
| Streckenlänge: | 51 km                     |                                               |                                               |
| Spurweite: | 1435 mm (Normalspur)      |                                               |                                               |
| Stromsystem: | 3000V =                   |                                               |                                               |
| Zweigleisigkeit: | ja                        |                                               |                                               |
| |                           |                                               |                                               |
| \| \| \| S 10 S 40 Gotthardbahn aus Immensee \| \| \| \| 50,765 \| Chiasso Endstation \| 238 m \| \| \| \| Schweiz/Italien \| \| \| \| \| \| \| \| \| \| Monte Olimpino 2 (7.209 m) \| \| \| \| \| Monte Olimpino 1 (1.925 m) \| \| \| \| \| Hafenbahn Como \| \| \| \| 46,619 \| Como San Giovanni Endstation S 10 S 40 \| 217 m \| \| \| \| von Como Lago (FNM) \| \| \| \| \| Como Camerlata (FNM / FS, seit 2021) \| \| \| \| \| Verbindungsgleis FNM/FS \| \| \| \| 41,679 \| P.M. Albate-Camerlata bis 2021 Bahnhof \| 277 m \| \| \| \| nach Lecco \| \| \| \| \| \| \| \| \| 40,340 \| Bivio Rosales \| Bivio Rosales \| \| \| 37,334 \| Cucciago \| 263 m \| \| \| \| Galleria Cucciago \| \| \| \| 34,171 \| Cantù-Cermenate bis 2011 Bahnhof[1] \| 249 m \| \| \| 31,764 \| Carimate \| 239 m \| \| \| 27,092 \| Camnago-Lentate Endstation \| 220 m \| \| \| \| nach Seveso (FNM) \| \| \| \| \| Bahnstrecke Mailand–Asso (FNM) \| \| \| \| \| von Saronno (FNM) \| \| \| \| 21,598 \| Seregno \| 220 m \| \| \| \| nach Ponte San Pietro \| \| \| \| 18,432 \| Desio \| 202 m \| \| \| 16,348 \| Lissone-Muggiò bis 2003 Bahnhof[2] \| 188 m \| \| \| \| Galleria di Monza \| \| \| \| \| von Lecco und von Molteno \| \| \| \| 11,934 (12,575) \| Monza \| 158 m \| \| \| \| links: Linea Chiasso; rechts: Linea Lecco \| \| \| \| \| \| \| \| \| \| A 52 \| \| \| \| \| A 4 – E 64 \| \| \| \| 7,060 (7,695) \| Sesto San Giovanni neuer Bahnhof (seit 1969) \| 139 m \| \| \| \| Sesto San Giovanni alter Bahnhof (bis 1969) \| \| \| \| 3,351 (3,984) \| Milano Greco Pirelli \| 131 m \| \| \| \| nach Milano Lambrate (Gürtelbahn) \| \| \| \| \| von Domodossola und Turin sowie SFS aus Turin \| \| \| \| \| nach Milano Certosa \| \| \| \| \| Gürtelbahn \| \| \| \| (2,087) \| Bivio/P.C. Mirabello \| Bivio/P.C. Mirabello \| \| \| \| \| \| \| \| \| Per Bivio/P.C. Mirabello (1.854 m) \| \| \| \| 0,000 \| Milano Centrale \| 130 m \| \| \| \| Tunnel Garibaldi \| \| \| \| (0,000) \| Milano Porta Garibaldi Endstation \| 126 m \| \| \| \| nach Domodossola, Turin und zur Gürtelbahn \| \| |                           |                                               |                                               |
| Strecke |                           | S 10 S 40 Gotthardbahn aus Immensee           | S 10 S 40 Gotthardbahn aus Immensee           |
| Bahnhof | 50,765                    | Chiasso Endstation                            | 238 m                                         |
| Grenze |                           | Schweiz/Italien                               | Schweiz/Italien                               |
| Verschwenkung von links · Verschwenkung von rechts |                           |                                               |                                               |
| Tunnelanfang · Strecke |                           | Monte Olimpino 2 (7.209 m)                    | Monte Olimpino 2 (7.209 m)                    |
| Strecke (im Tunnel) · Tunnel |                           | Monte Olimpino 1 (1.925 m)                    | Monte Olimpino 1 (1.925 m)                    |
| Strecke (im Tunnel) · Abzweig geradeaus und ehemals nach links · Betriebs-/Güterbahnhof Streckenende und quer (Strecke außer Betrieb) |                           | Hafenbahn Como                                | Hafenbahn Como                                |
| Strecke (im Tunnel) · Bahnhof | 46,619                    | Como San Giovanni Endstation S 10 S 40        | 217 m                                         |
| Strecke von links · Kreuzung geradeaus unten |                           | von Como Lago (FNM)                           | von Como Lago (FNM)                           |
| Bahnhof · Haltepunkt / Haltestelle |                           | Como Camerlata (FNM / FS, seit 2021)          | Como Camerlata (FNM / FS, seit 2021)          |
| Abzweig geradeaus und ehemals nach links · Abzweig geradeaus und ehemals von rechts |                           | Verbindungsgleis FNM/FS                       | Verbindungsgleis FNM/FS                       |
| Strecke nach rechts · Dienststation / Betriebs- oder Güterbahnhof | 41,679                    | P.M. Albate-Camerlata bis 2021 Bahnhof        | 277 m                                         |
| Strecke (im Tunnel) · Abzweig geradeaus und nach links |                           | nach Lecco                                    | nach Lecco                                    |
| Tunnelende · Strecke |                           |                                               |                                               |
| Verschwenkung nach links · Verschwenkung nach rechts | 40,340                    | Bivio Rosales                                 | Bivio Rosales                                 |
| Haltepunkt / Haltestelle | 37,334                    | Cucciago                                      | 263 m                                         |
| Tunnel |                           | Galleria Cucciago                             | Galleria Cucciago                             |
| Haltepunkt / Haltestelle | 34,171                    | Cantù-Cermenate bis 2011 Bahnhof              | 249 m                                         |
| Bahnhof | 31,764                    | Carimate                                      | 239 m                                         |
| Bahnhof | 27,092                    | Camnago-Lentate Endstation                    | 220 m                                         |
| Abzweig geradeaus und nach rechts |                           | nach Seveso (FNM)                             | nach Seveso (FNM)                             |
| Kreuzung geradeaus oben |                           | Bahnstrecke Mailand–Asso (FNM)                | Bahnstrecke Mailand–Asso (FNM)                |
| Abzweig geradeaus und von rechts |                           | von Saronno (FNM)                             | von Saronno (FNM)                             |
| Bahnhof | 21,598                    | Seregno                                       | 220 m                                         |
| Abzweig geradeaus und nach links |                           | nach Ponte San Pietro                         | nach Ponte San Pietro                         |
| Bahnhof | 18,432                    | Desio                                         | 202 m                                         |
| Haltepunkt / Haltestelle | 16,348                    | Lissone-Muggiò bis 2003 Bahnhof               | 188 m                                         |
| Tunnel |                           | Galleria di Monza                             | Galleria di Monza                             |
| Strecke · Strecke von links |                           | von Lecco und von Molteno                     | von Lecco und von Molteno                     |
| Bahnhof · Bahnhof | 11,934 (12,575)           | Monza                                         | 158 m                                         |
| Strecke · Strecke |                           | links: Linea Chiasso; rechts: Linea Lecco     | links: Linea Chiasso; rechts: Linea Lecco     |
| |                           |                                               |                                               |
| Brücke · Brücke |                           | A 52                                          | A 52                                          |
| Strecke mit Straßenbrücke Streckenanfang · Strecke mit Straßenbrücke Streckenende |                           | A 4 – E 64                                    | A 4 – E 64                                    |
| Bahnhof · Bahnhof | 7,060 (7,695)             | Sesto San Giovanni neuer Bahnhof (seit 1969)  | 139 m                                         |
| ehemaliger Bahnhof · ehemaliger Bahnhof |                           | Sesto San Giovanni alter Bahnhof (bis 1969)   | Sesto San Giovanni alter Bahnhof (bis 1969)   |
| Bahnhof · Bahnhof | 3,351 (3,984)             | Milano Greco Pirelli                          | 131 m                                         |
| Strecke · Abzweig geradeaus und nach links |                           | nach Milano Lambrate (Gürtelbahn)             | nach Milano Lambrate (Gürtelbahn)             |
| Abzweig quer und von rechts · Kreuzung geradeaus unten · Abzweig geradeaus und von rechts |                           | von Domodossola und Turin sowie SFS aus Turin | von Domodossola und Turin sowie SFS aus Turin |
| Abzweig geradeaus und nach links · Abzweig geradeaus und nach rechts · Strecke |                           | nach Milano Certosa                           | nach Milano Certosa                           |
| Strecke nach links · Kreuzung geradeaus unten · Kreuzung geradeaus unten · Abzweig quer und von links |                           | Gürtelbahn                                    | Gürtelbahn                                    |
| Abzweig geradeaus und von links · Kreuzung geradeaus unten · Strecke nach rechts | (2,087)                   | Bivio/P.C. Mirabello                          | Bivio/P.C. Mirabello                          |
| Abzweig geradeaus und von links · Abzweig geradeaus und von rechts |                           |                                               |                                               |
| Tunnelanfang · Strecke |                           | Per Bivio/P.C. Mirabello (1.854 m)            | Per Bivio/P.C. Mirabello (1.854 m)            |
| Strecke (im Tunnel) · Kopfbahnhof Streckenende | 0,000                     | Milano Centrale                               | 130 m                                         |
| Tunnelende |                           | Tunnel Garibaldi                              | Tunnel Garibaldi                              |
| Bahnhof Streckenanfang | (0,000)                   | Milano Porta Garibaldi Endstation             | 126 m                                         |
| |                           | nach Domodossola, Turin und zur Gürtelbahn    |                                               |

Die Bahnstrecke Chiasso–Mailand ist eine grenzüberschreitende, durchgehend doppelspurige und mit 3000 Volt Gleichstrom elektrifizierte Hauptbahnstrecke zwischen Chiasso (Schweiz) und Mailand. Die Strecke ist in Besitz der FS-Infrastrukturtochter RFI.

## Bedeutung
Die Strecke ist neben der Achse Novara–Bellinzona (mit den Bahnstrecken Novara–Luino und Luino–Bellinzona) eine der beiden Südzufahrten Italiens zur Gotthardbahn und zum Gotthardtunnel. Während die Strecke über Luino eine grosse Bedeutung im Güterverkehr hat, verkehrt über die Linie Chiasso–Mailand nebst dem restlichen Güterverkehr der gesamte internationale Personenfernverkehr Schweiz–Italien, der via Gotthard abgewickelt wird.

## Geschichte
Der Abschnitt Mailand–Monza wurde am 18. August 1840 vom Königreich Lombardo-Venetien als zweite Eisenbahnstrecke Italiens hinter der Bahnstrecke Napoli–Portici eröffnet. Ursprünglich sollte die Linie nach Bergamo erweitert werden, doch als sich herausstellte, dass für eine Zweigstrecke nach Chiasso eine separate Lizenz notwendig wäre, wurde das Projekt zugunsten der Erweiterung nach Chiasso aufgegeben.
Am 10. Oktober 1849 wurde die Fortsetzung bis Camnago-Lentate eröffnet und am 6. Dezember desselben Jahres erreichten die Geleise die Station von Albate-Camerlata. Die Vollendung bis Como erfolgte 1875. Zeitgleich mit dem Gotthardtunnel und der Eröffnung der Tessiner Talbahn nach Chiasso wurde 1882 auch der Lückenschluss mit dem Tunnel Monte Olimpino (heute Tunnel Monte Olimpino 1) vollendet.
1898 wurde ein Versuchsbetrieb zwischen Mailand und Monza mit den Akkumulatortriebwagen RM 5101 und 5102 eingesetzt. Das gilt als erster elektrischer Eisenbahnbetrieb Italiens. Es wurde allerdings schon 1904 wieder eingestellt.
Am 20. Juli 1941 ereignete sich im Bahnhof von Como ein schwerer Eisenbahnunfall: Ein Personenzug, der italienische Arbeiter nach Deutschland bringen sollte, wurde von Teilen der Ladung eines vorbei fahrenden Güterzugs getroffen. 30 Menschen starben.
Am 18. Juni 1990 ging der Tunnel Monte Olimpino 2 in Betrieb. Dieser Tunnel erstreckt sich auf eine Länge von 7209 Metern und liegt zwischen der Grenze und dem Haltepunkt Cucciago. Er wurde als Güterumfahrung Comos gebaut und dient auch als solche. Jährlich passieren über 18'000 Güterzüge den Tunnel. Im November 2009 wurde er für zehn Monate einer Sanierung unterzogen, nachdem durch verschiedene Lecks in der Tunneldecke Wasser durchdringen konnte.
Die zum ERTMS-Korridor A gehörende Strecke soll als erste italienische Strecke komplett mit ETCS Level 2 ausgerüstet werden. Der im Januar 2016 bekannt gegebene Vertrag läuft über zweieinhalb Jahre und hat ein Volumen von 31 Millionen Euro. Dabei soll die Strecke auch ein Elektronisches Stellwerk erhalten.

## Verkehr

### Personenverkehr

#### Fernverkehr
Die Gotthardachse ist neben der Lötschberg-Simplonachse die zweite Nord-Süd-Personenverbindung Schweiz/Italien.
Momentan verkehren im Zweistundentakt EuroCity-Züge zwischen Zürich und Mailand. Sie halten in Chiasso, Como San Giovanni und Monza; sie fahren in Mailand den Hauptbahnhof Milano Centrale an.  Weitere EuroCity-Züge verkehren zwischen Basel via Luzern nach Mailand sowie von Zürich nach Venedig, Genua oder Bologna und verdichten den Zweistundentakt zeitweise zu einem Stundentakt. Nicht alle diese Züge bedienen Milano Centrale, stattdessen halten sie in Lambrate und Rogoredo.
Früher, als der grenzüberschreitende Verkehr Basel/Zürich–Gotthard–Italien noch in der Kategorie eines Intercitys geführt wurde, gehörten auch die Bahnhöfe von Seregno und Monza zu regelmässigen Halten.

#### Regionalverkehr
Die Strecke ist fester Bestandteil der S-Bahn Mailand. Die von der Trenord (ehemals Trenitalia, von 2004 bis 2008 TILO) betriebene S11 verkehrt zwischen Chiasso und Milano Porta Garibaldi. Zudem ist der Bahnhof Camnago-Lentate Ausgangspunkt der Linie S4 (ehemals von LeNord) nach Milano Cadorna; diese Linie verlässt die Strecke Chiasso–Mailand jedoch unmittelbar nach dem Bahnhof auf eine Verbindungsstrecke zur FNM-Linie Mailand–Asso. Ab Seregno verkehrt die S9 bis Milano Greco Pirelli, um dann die Stadtumfahrung Mailands via Milano Lambrate bis zum Bahnhof Milano San Cristoforo zu befahren.